# Pêche en Éthiopie

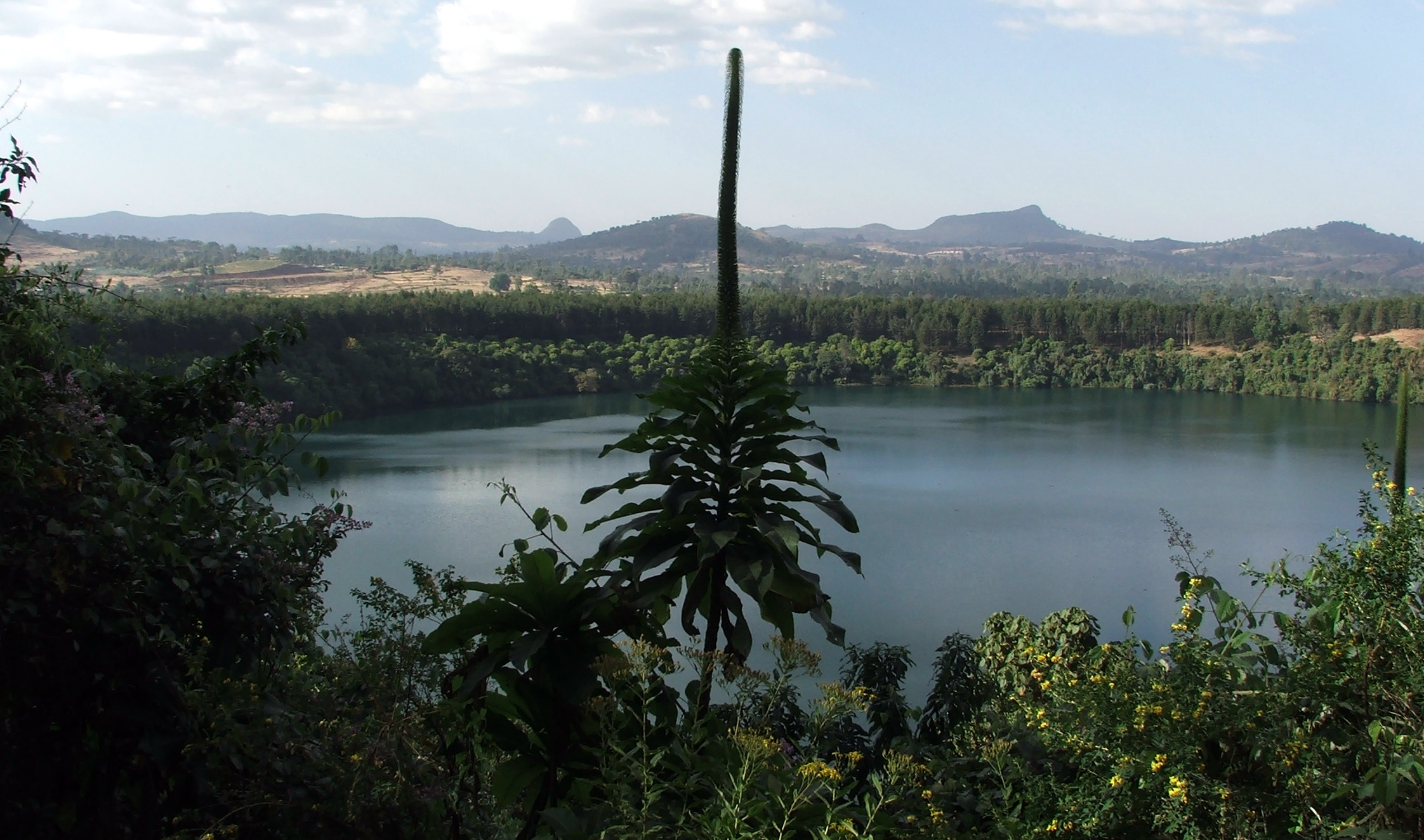
Le lac Zengena, dans la région Amhara

La pêche est une activité économique de faible importance en Éthiopie. En effet, si le pays a de nombreux lacs et cours d'eau, il n'a plus aucune frontière maritime depuis que l'Érythrée a obtenu son indépendance en 1993, privant ainsi l'Éthiopie d'un accès à la mer Rouge.
La superficie des zones aquatiques est d'environ 7 500 km2 auquel il faut ajouter 7 185 km de rivières sillonnant le pays. Avant 1995, les produits de la pêche provenait au 2/3 de la mer Rouge, le tiers restant étant issus des lacs et rivières. Bien que désormais privé de façade maritime, l'Éthiopie a un potentiel de pêche d'environ 50 000 tonnes par an, toutefois, l'exploitation de la pêche est très en deçà. Ainsi entre 1994 et 2001, l'Éthiopie a produit entre 7 700 et 16 000 tonnes, avec une augmentation moyenne de 10 % par an.
La pêche représente aujourd'hui une très faible part du PIB.
La pêche est principalement artisanale. Il y a environ 15 000 pêcheurs en Éthiopie, dont 5 000 seulement en font une activité à plein temps, et 2 342 bateaux de pêche dont 15 % sont motorisés, le reste étant des petits canots et des barques.

## Aquaculture

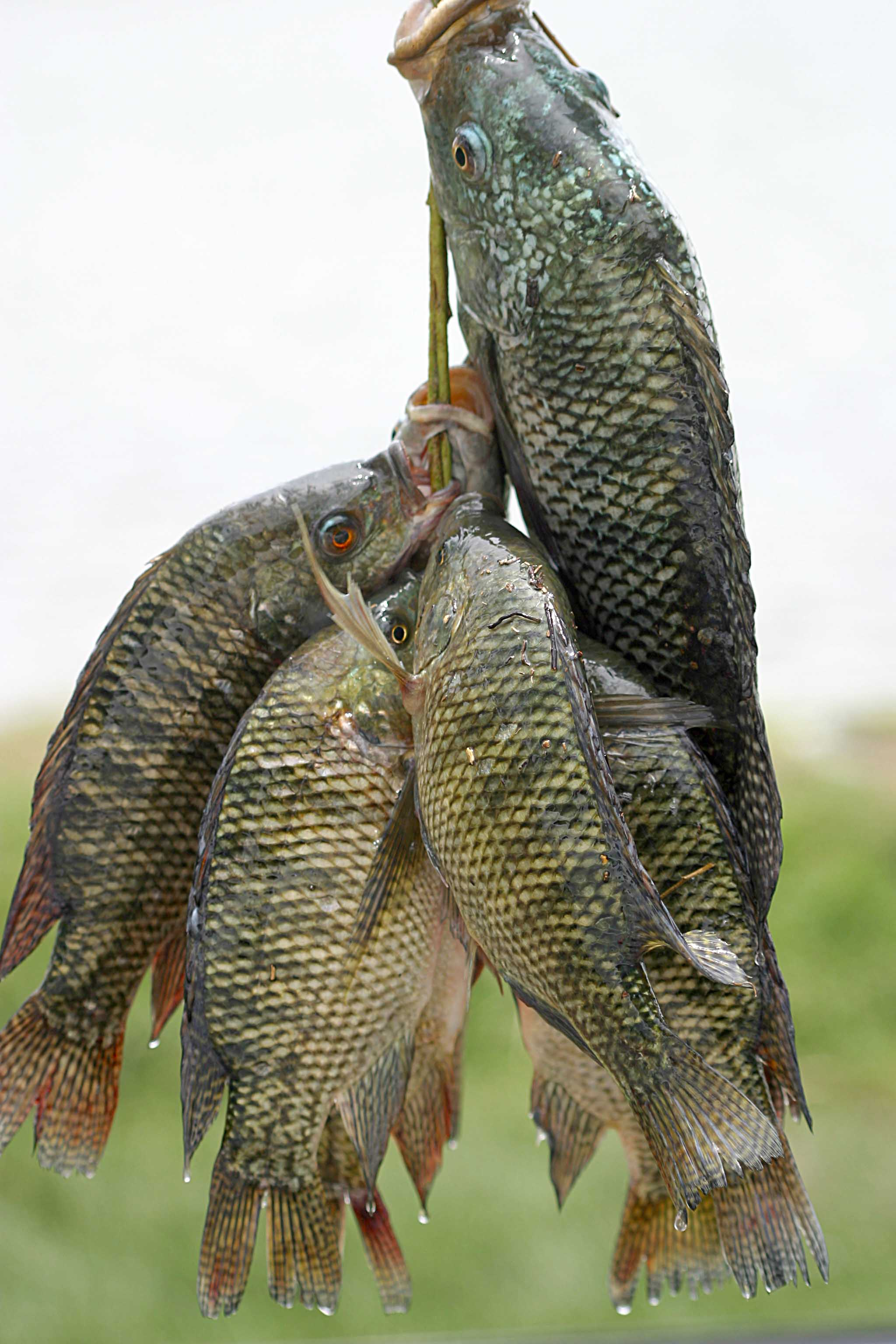
Tilapia capturé dans le lac Hora, Debre Zeyit, Ethiopie.

L'Éthiopie possède un potentiel peu utilisé en matière d'aquaculture, avec des conditions physiques et socio-économiques favorables. Une aquaculture intensive a été pratiquée dans des lacs artificiel depuis 1975. Depuis cette date, plus de 2,5 millions d'alevins ont été relâchés, principalement des espèces telles que le tilapia du Nil (Oreochromis niloticus), le tilapia zilli et la carpe. Toutefois, en l'absence d'étude, il est difficile d'évaluer ce programme.
L'aquaculture est reconnue comme un moyen alternatif pour parvenir à la sécurité alimentaire et réduire la pauvreté dans les zones rurales.

## Consommation des produits de la pêche
Le poisson frais est essentiellement consommé au voisinage des lacs de la vallée du Grand Rift. En revanche, en dehors de ces zones, la consommation est très limitée. D'une part car le poisson ne fait pas partie du régime alimentaire des éthiopiens. D'autre part, en raison d'influences religieuses, la demande en poisson est uniquement saisonnière. Pendant le carême par exemple, les chrétiens qui s'abstiennent de manger de la viande, du lait et des œufs consomment du poisson. Toutefois, les habitudes alimentaires ont tendance à évoluer ces dernières années, non pour des raisons culturelles, mais du fait du manque de nourriture qui incite la population consommer plus de poisson.
Le poisson est utilisé frais, congelé, séché mais aussi en conserve. Il est souvent préparé à proximité des sites de pêche, où il est vidé ou découpé en filets.

## Industrie de la pêche
Sur les 5 000 pêcheurs à temps pleins, presque 2 800 travaillent dans l'une des 68 coopératives de pêcheurs. Le reste des pêcheurs sont des artisans indépendants.
Entre 1994 et 2001, la production de poisson a plus que doublé, mais la composition des prises a grandement variée. Par exemple, depuis 1989, le lac Chamo ne produit plus de perches du Nil en raison de la surpêche. La part du tilapia dans le lac Awasa et le lac Ziway a grandement diminué, alors que des poissons beaucoup moins populaires comme le labeo et le poisson chat sont plus pêchés.
En 2001, l'exportation de poisson a atteint 54 187 tonnes et les importations 35 575 tonnes. Pour la première fois, les exportations ont dépassé les importations, et donc cette activité commence à générer un excédent commercial.